# Las Palmas (Anaga)
Las Palmas, también conocido como Las Palmas de Anaga, es un caserío deshabitado del macizo de Anaga, perteneciente al municipio de Santa Cruz de Tenerife, en la isla de Tenerife (Canarias, España). 
Administrativamente se incluye en el Distrito de Anaga, y estadísticamente se engloba junto al caserío próximo de El Draguillo.
En el caserío destacan sobre todo la conocida como Hacienda de Las Palmas y la ermita de San Gonzalo, construidas en el siglo xvii, así como viviendas tradicionales canarias y lagares tallados en toba volcánica.

## Geografía
Las Palmas se localiza en la vertiente norte del macizo de Anaga, sobre una meseta con suave pendiente flanqueada por los barrancos de Cho Canaria y de Las Palmas, a 35 kilómetros del casco urbano de Santa Cruz y a una altitud media de 160 m s. n. m.
Como elementos geomorfológicos destacan su acantilado costero, que lo dota de una vista excepcional sobre los Roques de Anaga, y la elevación rocosa conocida como Roque del Aderno.

### Flora y fauna
La vegetación está caracterizada por matorral xerófilo y tabaibal —tabaiba dulce, Euphorbia balsamifera—, junto a otras especies de matorrales canarios. Son curiosos los ejemplares introducidos de tuneras arbóreas del género Opuntia que se encuentran alrededor del barranquillo del Higueral. En la zona del acantilado y la ladera escarpada se observan endemismos como el cardoncillo o cardenillo Ceropegia dichotoma, así como algunos tipos de bejeques o bequeques como el Aychrison laxum, que aprovecha los riscos y paredes sombrías. También hallamos el liquen Roccela canariensis conocido como orchilla.
En su acantilado se observan plantas halófilas como la lechuga de mar Astydamia latifolia o el perejil de mar Crithmum maritimum.
Su fauna vertebrada es similar en toda la zona de la misma franja costera. Existiendo bandos importantes de canarios Serinus canaria, mirlos Turdus merula y currucas capirotadas Sylvia atricapilla asociados a los cultivos de árboles frutales como las higueras, que en verano dan cobertura y alimentación a estas aves.
También se observan aguilillas Buteo buteo y cernícalos Falco tinnunculus cerca de las zonas de cultivo y el acantilado, al acecho de lacértidos principalmente. También se halla la presencia del búho chico Asio otus habitando en una parte de la Hacienda abandonada de San Gonzalo.
En cuanto a la fauna terrestre está representada por lacértidos: las lisas Chalcides viridanus, tizones Gallotia galloti y perenquenes Tarentola delalandii.

## Historia

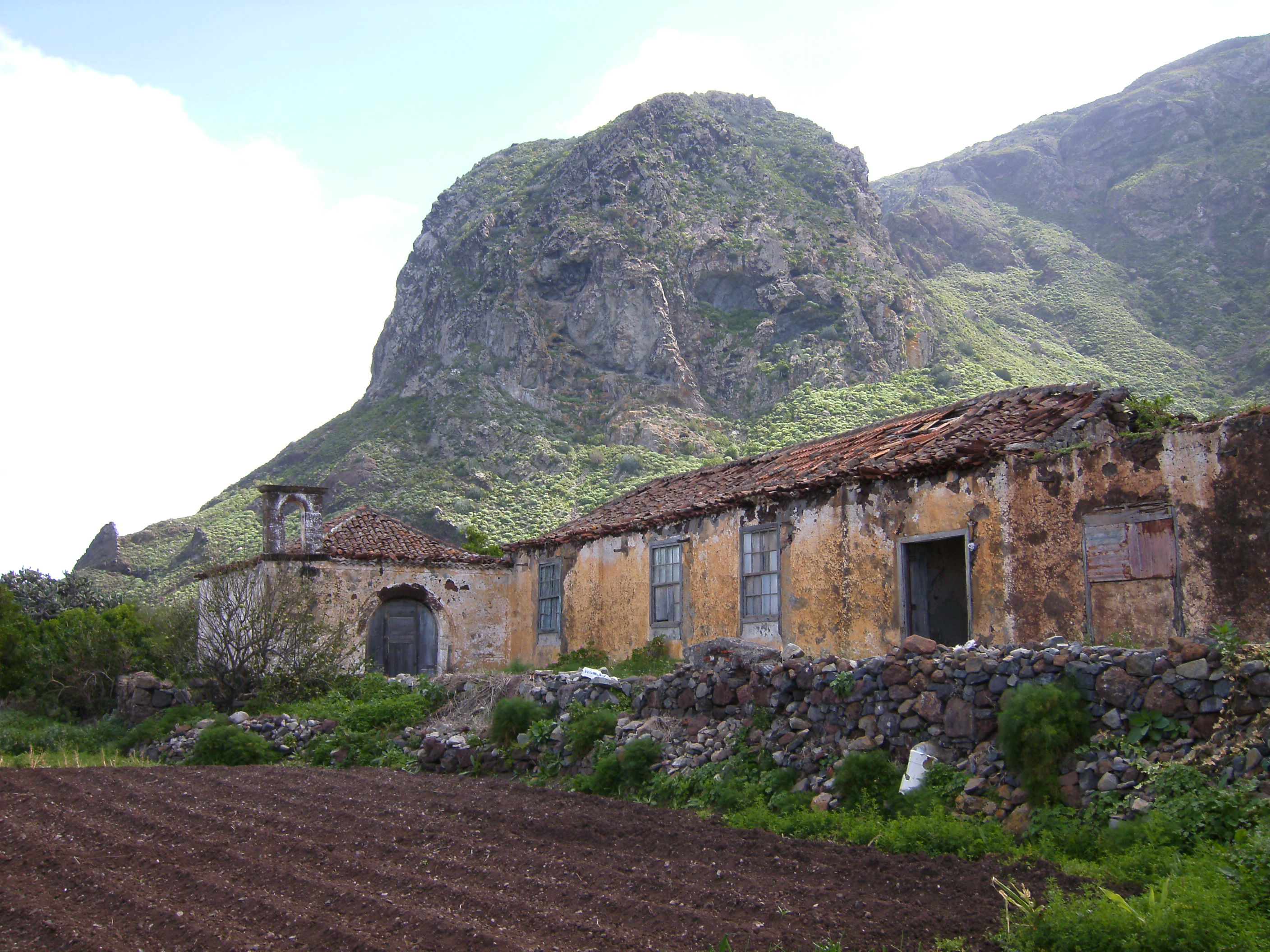
Vista de la Hacienda y ermita de Las Palmas bajo el Roque del Aderno.

El valle de Las Palmas se encuentra habitado desde época guanche, tal y como demuestran los diferentes hallazgos arqueológicos realizados en la zona. Este valle pertenecía al menceyato de Anaga.
Después de terminada la conquista de la isla por los europeos en 1496, las tierras del valle fueron repartidas entre conquistadores y colonos. Pronto, sin embargo, el valle de Las Palmas pasó a manos de grandes propietarios absentistas que residían en San Cristóbal de La Laguna, siendo comprado por Gonzalo Fernández de Ocampo en 1610.
Los verdaderos pobladores de este valle fueron los campesinos y medianeros que trabajaban las tierras de estos grandes propietarios.
En el siglo xvii Las Palmas fue un importante enclave a pesar de su aislamiento, teniendo una gran actividad agrícola.
Ya en el siglo xx se produce el despoblamiento del caserío con motivo de la emigración del campo a la ciudad que vive la isla de Tenerife en la década de 1960.
En 1994 toda la superficie del caserío pasa a estar incluida en el parque rural de Anaga.

### Hacienda de Las Palmas
En el caserío destaca la Hacienda de San Gonzalo, vinculada al auge del cultivo de la viña durante el xvii. Su descripción sería la de una casa de una planta de altura y en forma de U con cubierta de teja árabe y un gran patio abierto, conservando aún los colores ocres originales. La Hacienda posee además una ermita dedicada a San Gonzalo de Amarante, fundada por Francisco de la Coba Ocampo y construida entre 1663 y 1684.
En 2012 fue declarada como Bien de Interés Cultural con la categoría de Monumento.

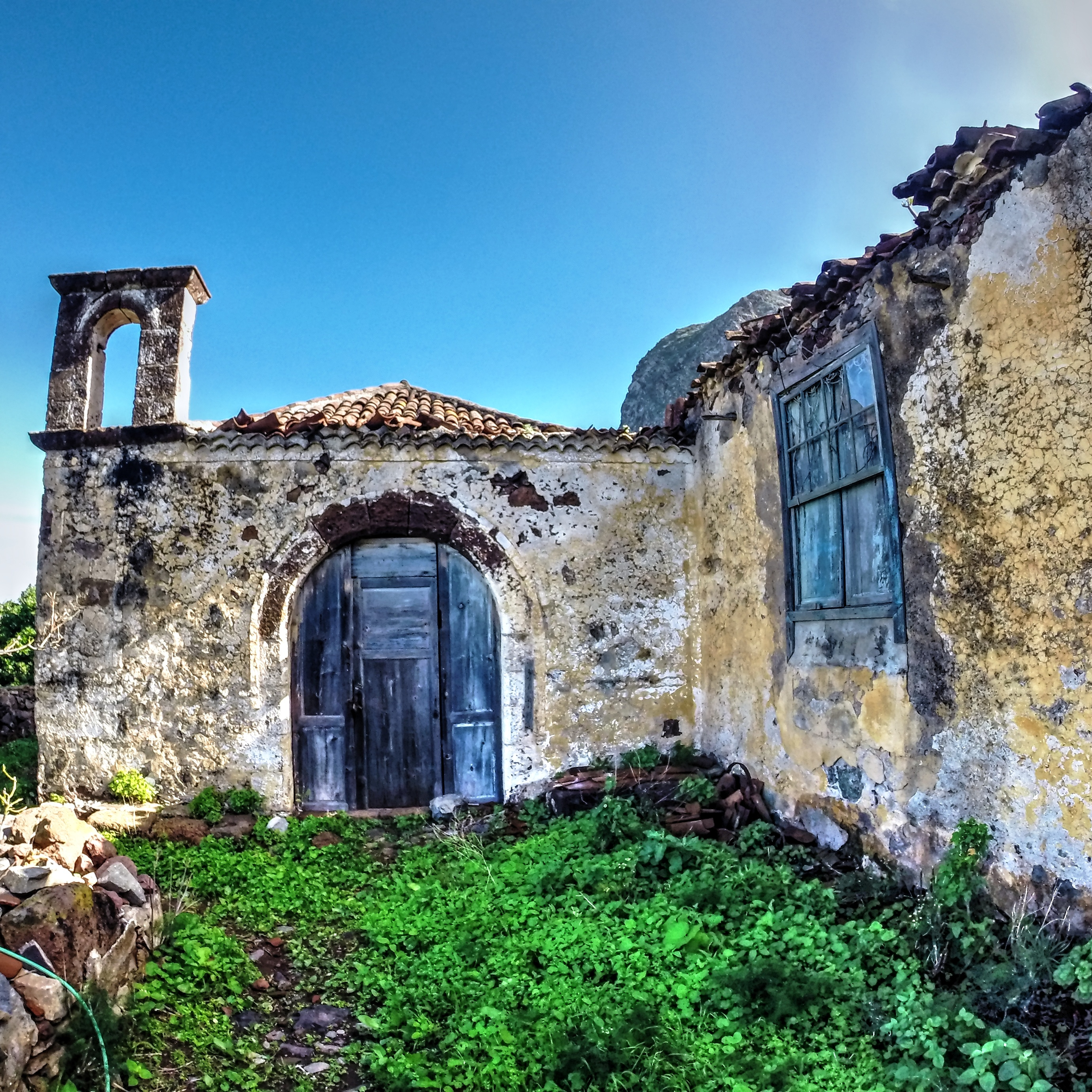
Ermita de San Gonzalo en Las Palmas de Anaga

## Comunicaciones
Está conectado mediante caminos a los núcleos de El Draguillo, Chamorga y Roque Bermejo.
Por el caserío pasa uno de los caminos homologados en la Red de Senderos de Tenerife:
- Sendero PR-TF 6 Circular Chamorga - Las Palmas - El Draguillo.[8]